# Musikantenbrunnen (Neumarkt in der Oberpfalz)

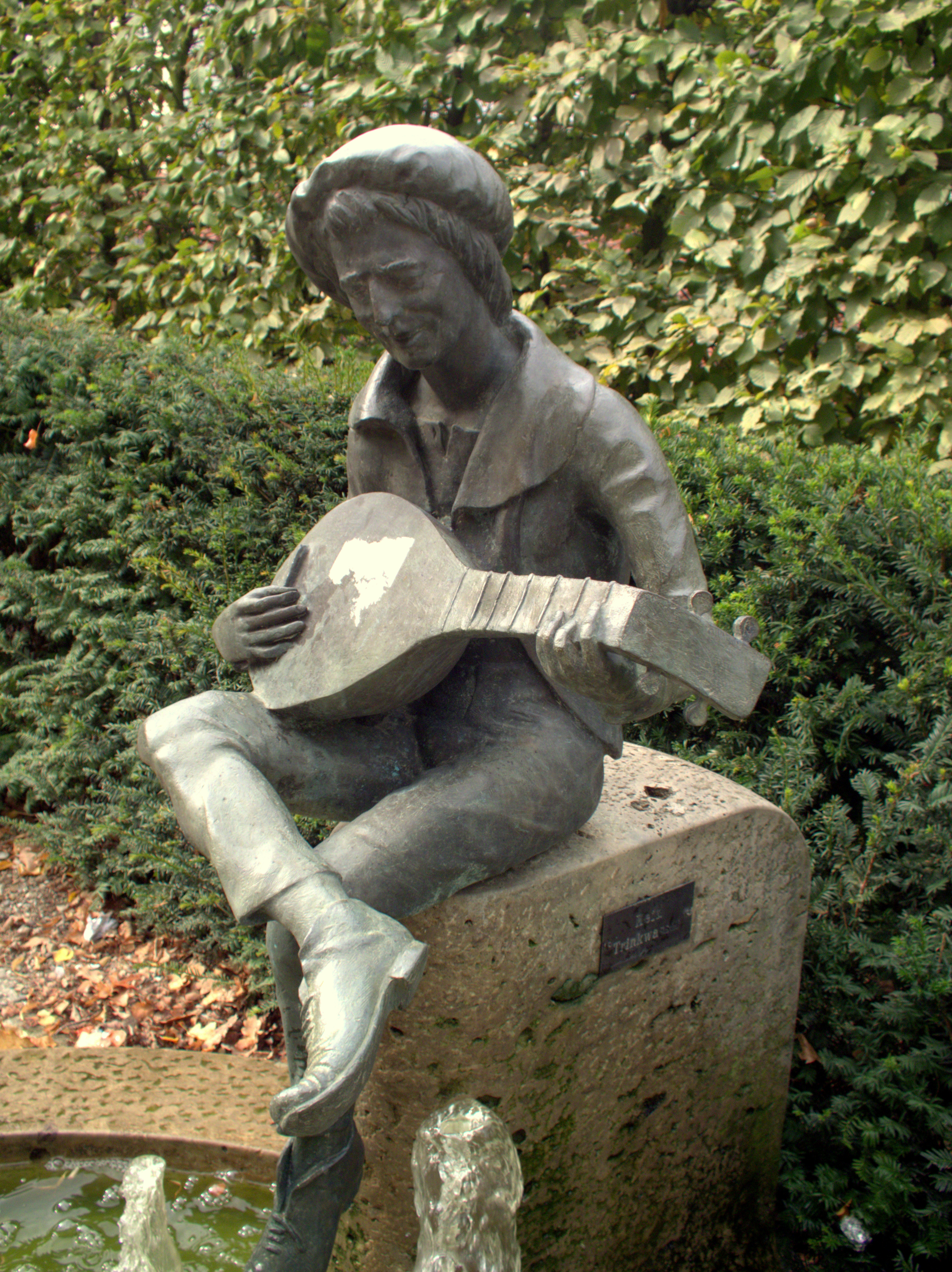
2007

Der Lautenspielerbrunnen oder Musikantenbrunnen ist ein Kunstwerk im öffentlichen Raum an der westlichen Seite des Parks Ludwigshain in Neumarkt in der Oberpfalz.
Der Lautenspieler wurde im November 1987 aufgestellt. Die Figur wurde von Künstler Toni Preis geschaffen. Anlass war die zunächst umstrittene Errichtung eines musischen Zweigs am Neumarkter Ostendorfer-Gymnasium. 